# 1978 في كينيا
فيما يلي قوائم الأحداث التي وقعت خلال عام 1978 في كينيا.

## سياسة

### تعيين في المنصب
- 22 أغسطس – دانيال أراب موي رئيس كينيا.

### انتهاء فترة المنصب
- 22 أغسطس – جومو كينياتا رئيس كينيا.

## مواليد

### يناير
- 26 يناير – نصار صقر سعيد عداء مراثوني كيني.

### يونيو
- 13 يونيو – ليونارد موتشيرو ماينا عداء مراثوني كيني.

### نوفمبر
- 2 نوفمبر – نوح نجيني

### ديسمبر
- 10 ديسمبر – جوزيف موتوا منافِس أوليمبي كيني.

## وفيات

### أغسطس
- 22 أغسطس – جومو كينياتا (مواليد 1893)